# 川島剛光
川島 剛光（かわしま たかみつ、1992年5月13日 - ）は、STOMP TALK MODSTONEのボーカリスト兼ギタリスト。千葉県館山市出身。愛称は「川さん」。

## 概要
STOMP TALK MODSTONEの全曲の作詞・作曲を担当している他、現在配信されている全ての音源でマスタリングやミックスも担当している。
全てのミュージックビデオなどの映像作品や一部ジャケット作品も担当。
曲作りの場面では自身が担当するボーカル、ギターだけでなくピアノ、キーボード、シンセサイザーなど必要に応じて使用する。

## 人物
- 出身である千葉県館山市を敬愛している。
- 季節では夏が好きで、自然や海(特に館山)が好き。
- 先天性のWPW症候群の持病と、小学生の頃から難聴の持病がある。
- とても飽き性な為、好みが頻繁に変わる。また、作詞・作曲にもその性格が影響している。

## 来歴
中学生時代、ABBAのアルバムに収録されていた「Take a Chance on Me」を聴いて魅了される。その後、洋楽(Bloc Party、Franz Ferdinand、The Futureheadsなど)を中心に音楽に没入。邦楽ではRIP SLYMEを好んで聴いていた。この頃に初めてエレキギターを始めるが数ヶ月で挫折しており、また学校行事に向けてバンドの加入を予定していたがそれも断念している。
高校在学時には音楽専攻を取っていたが周りの雰囲気に馴染めず、また授業方針が合わなかった為に全く授業を受けていない。クラスにも馴染めなかった為、数ヶ月不登校になる。この時期にNathan FakeやApparatなどのエレクトロミュージックに魅了され、ヤマハのキーボードを使って独学で作曲を始める。
卒業後はアルバイトをしながらソロで音楽活動をしていたが、ネットで観たRadioheadのライブをきっかけにバンド結成を決める。この時、既にオリジナル曲を大量に持っていた為、楽曲の公開と同時にバンドメンバーをネットで募集。

## 作品
STOMP TALK MODSTONEの作品についてはSTOMP TALK MODSTONE#作品を参照。